# Clawfinger (álbum)
Clawfinger es el tercer álbum de estudio de la banda sueca Clawfinger. Está compuesto por 12 canciones, más tres canciones adicionales en la edición especial.

## Lista de canciones del álbum
1. "Two Sides" – 4:05
2. "Hold Your Head Up" – 3:26
3. "Biggest & The Best" – 3:51
4. "Chances" – 2:58
5. "Don't Wake Me Up" – 4:10
6. "Not Even You" – 2:46
7. "Nobody Knows" – 3:12
8. "I Can See Them Coming" – 3:39
9. "Wrong State of Mind" – 3:51
10. "I'm Your Life & Religion" – 3:56
11. "Crazy" – 2:47
12. "I Guess I'll Never Know" – 4:51
13. "RealiTV" – 3:46 (pista adicional)
14. "Runnerboy" – 3:36 (Bpista adicional)
15. "What Gives Us the Right?" – 3:36 (pista adicional)

## Sencillos del álbum
- «Biggest and the best»
- «Two sides»
- «Don't wake me up»

- Datos: Q5129778